# 东杰古尼诺区
东杰古尼诺区（俄語：район Восточное Дегунино）是莫斯科北行政区的一区，面积3.77平方公里，人口101,167人。别斯库德尼科沃站位于该区内。